# Leges Semproniae
De leges Semproniae zijn de door Tiberius Sempronius Gracchus in 133 v.Chr. en door zijn broer Gaius Sempronius Gracchus in 123 v.Chr. – de volkstribunen in respectievelijk deze jaren – in het kader van de zogenaamde Gracchische hervormingen voorgestelde wetten:
Door Tiberius Sempronius Gracchus in 133 v.Chr. voorgestelde wet
- Lex agraria (akkerwet): Dit was de eerste in een rij van omvangrijke akkerwetgeving over de herverdeling van de ager publicus en andere bezitsrechtelijke vragen

Door Gaius Sempronius Gracchus in 123 v.Chr. en 122 v.Chr. voorgestelde wetten
- Lex agraria (akkerwet): Deze wet stelde terug voor wat in de eerste akkerwet van 133 v.Chr., die intussen was opgeheven geworden, was bepaald.
- Lex frumentaria (graanwet): Deze wet regelde de voordelige verkoop van graan aan het plebs in Rome: elk van hen zou voor 6⅓ assen vijf schepels graan per maand worden toegekend.
- Lex iudiciaria (rechtbankwet): Deze wet drong de invloed van de senatoren in de gerechtshoven ten gunste van de equites terug.
- Lex militaris (soldatenwet): Jongeren mochten voor hun zeventiende niet langer als soldaten onder de wapens worden geroepen. Ook moest de staat voortaan instaan voor de kosten van de uitrusting van de rekruten.
- Lex de provincia Asia (wet over de provincie Asia): Invoering van het Romeinse belastingspachterssysteem in deze provincie in plaats van dat van de Attaliden, dat tot dan toe was gebruikt
- Lex de provinciis consularibus (wet over de consulaire provincies): De verkiezingen van de consuls moest in de toekomst pas plaatsvinden, nadat was bepaald welke provincie aan hen na hun ambtstijd moest worden toegekend.
- Lex de provocatione (wet over het recht op beroep): Deze wet legde het ius provocandi en haar voorwaardes vast en verbood ingrijpen van magistraten tegen dit recht, volgens hetwelk een Romeins burger, die zich door een magistraat bedreigd voelde, het volk om bijstand kon vragen (provocare).
- Lex de viis muniendis (wet over de uitbouw van wegen): Bevordering van de uitbouw van het publieke wegennet.